# Paul Lemerle
Paul Émile Lemerle (* 22. April 1903 in Paris; † 17. Juli 1989 ebenda) war ein französischer Byzantinist und Historiker. Er forschte zur Geschichte und Kultur von Byzanz und lehrte an der École pratique des hautes études, der Sorbonne und dem Collège de France.

## Lebenslauf
Lemerle besuchte die Lycées Charlemagne und Louis-le-Grand in Paris, studierte an der Universität Paris (Sorbonne) sowie an der historisch-philologischen (IV.) und der religionswissenschaftlichen (V.) Sektion der École pratique des hautes études (EPHE). 1928 bestand er die Agrégation (Staatsprüfung für das höhere Lehramt) im Fach Grammatik. Von 1931 bis 1941 war er erst Mitglied und dann Generalsekretär der École française d’Athènes. Von 1942 bis 1947 lehrte er als Maître de conférences (Dozent) für Alte und Mittlere Geschichte an der Universität Dijon. Er schloss 1945 seine Thèse d’État zur Stadt Philippi und Ostmakedonien in frühchristlicher und byzantinischer Zeit ab, in der er historische und archäologische Untersuchungsmethoden kombinierte, und erhielt den Titel docteur ès lettres. Im selben Jahr hielt er erste Vorlesungen an der Sorbonne. 
Er wurde 1947 als directeur d’études (entspricht einem Professor) in die IV. Sektion der EPHE berufen, wo er bis 1968 den Lehrstuhl für byzantinische Geschichte innehatte. Als Nachfolger Rodolphe Guillands übernahm er zusätzlich von 1958 bis 1967 die Professur für byzantinische Geschichte an der geisteswissenschaftlichen Fakultät der Universität Paris. 1967 wurde er zum Professor am Collège de France gekürt, wo er bis 1973 den Lehrstuhl für Geschichte und Kultur von Byzanz übernahm. 
Im Dezember 1958 wurde Lemerle zum assoziierten Mitglied der Académie royale des Sciences, des Lettres et des Beaux-Arts de Belgique gewählt. Seit 1966 war er Mitglied der Académie des Inscriptions et Belles-Lettres. 1978 wurde Lemerle in die American Academy of Arts and Sciences und 1981 in die British Academy aufgenommen. Er war Gründungspräsident der Association Internationale des Études Byzantines.

## Schriften
- Le style byzantin. 1943.
- Philippes et la Macédoine orientale à l’époque chrétienne et byzantine. Recherches d’histoire et d’archéologie (= Bibliothèque des Écoles françaises d’Athènes et de Rome. Faszikel 158). 2 Bände (Text- und Tafelband), E. de Boccard, Paris 1945 (zugleich Thèse de doctorat).
- L’émirat d’Aydin, Byzance et l’Occident. 1957.
- Histoire de Byzance. 1960. Englische Übersetzung: A history of Byzantium. 1964.
- Élèves et professeurs à Constantinople au Xe siècle. 1969.
- Le premier humanisme byzantin. 1971.
- Cinq études sur le XIe siècle Byzantin. 1977.
- Le monde de Byzance. 1978.
- Les plus anciens recueils des miracles de Saint Démétrius et la pénétration des Slaves dans les Balkans. 1979.
- The agrarian history of Byzantium from the origins to the twelfth century. 1979.
- Essais sur le monde byzantin. 1980.
- Byzantine humanism, the first phase. 1986.